# Ричмонд (Вирџинија)
Ричмонд (енгл. Richmond) је главни град савезне државе Вирџинија у САД. По попису становништва из 2020. у њему је живело 226.610 становника.
Као ни други градови у Вирџинији, Ричмонд није у саставу ниједног округа. Лежи на реци Џејмс. Основан је 1737. године и један је од најстаријих градова у САД. За време Америчког грађанског рата био је главни град Конфедерације.

## Географија
Ричмонд се налази на надморској висини од 457 m. 

## Демографија
Према попису становништва из 2010. у граду је живело 204.214 становника, што је 6.424 (3,2%) становника више него 2000. године.
|                   | 2010.            | 2000.            |
| Укупно            | 204 214 (100,0%) | 197 790 (100,0%) |
| Афроамериканци    | 103 342 (50,60%) | 113 108 (57,19%) |
| Белци             | 79 813 (39,08%)  | 74 506 (37,67%)  |
| Хиспаноамериканци | 12 803 (6,269%)  | 5 074 (2,565%)   |
| Азијати           | 4 750 (2,326%)   | 2 471 (1,249%)   |
| Остали            | 3 506 (1,717%)   | 2 631 (1,330%)   |

## Партнерски градови
- Виндхук
- Лондонска општина Ричмонд на Темзи